# Mónica Bottero
Mónica Bottero Tovagliare (Montevideo, 1964) es una periodista, funcionaria y escritora uruguaya.

## Biografía
Trabajó en el diario El Día y en el semanario Brecha. Fue reportera de la agencia cubana Prensa Latina y periodista de referencia de The New York Times. Dirigió la revista Galería que se inició en 2000, del semanario Búsqueda hasta junio del 2017. Integró el elenco del programa Todas las Voces, emitido por Monte Carlo TV, ocupando el cargo de panelista. Participó en la organización de la creación de una versión propia de Uruguay de la Revista Noticias de Argentina. Colaboró con el libro Mujeres uruguayas que contiene biografías de uruguayas destacadas en varios ámbitos, escribió sobre Petrona Viera.
En febrero de 2019 adhiere al Partido Independiente. En junio, de cara a las elecciones internas, se inicia como dirigente política con un discurso acusatorio contra los outsiders de la política.
Trabaja como Directora del Instituto Nacional de las Mujeres del Ministerio de Desarrollo Social.

## Obra
- 1988, Mujeres (veintiséis retratos de uruguayas)
- 1992, Montevideo de puño y letra (Fin de siglo, colaboradora)
- 1997, Mujeres uruguayas I (colaboradora, ISBN 9974671086)
- 2001, Mujeres uruguayas II (colaboradora)
- 2000, Grandes entrevistas uruguayas (colaboradora, compilado por César di Candia)
- 2005, Diosas y brujas (Fin de Siglo)
- 2006, Pongámoslo así (Fin de Siglo)
- 2009, Madres al límite, cinco historias reales de maternidad uruguaya

## Premios
- Premio Alas
- Premio Legión del Libro